# Carlos Mariano
Carlos Mariano (Jundiaí, 27 de janeiro de 1962) é um ator e apresentador brasileiro.
Em 2016, assinou contrato com o SBT para interpretar o divertido e atrapalhado policial Ribeiro, na novela Carinha de Anjo.

## Biografia
Iniciou sua carreira no teatro Amador, em 1978, com 16 anos,  participando do  grupo TER (Teatro Estudantil Rosa), na cidade de Jundiaí, onde integrando várias montagens teatrais, destacando-se pelo talento artistico. Mudou-se para São Paulo em 1986, dando inicio profissional a sua carreira, no teatro e na televisão. No teatro interpreta o papel do Dr. Eduardo Palhares na peça Trair e Coçar É Só Começar, autoria de Marcos Caruso, e do Tio Edu, no espetáculo Ainda, direção de Caruso. Ficou bastante conhecido nos anos 90 por interpretar o protagonista Glub em Glub Glub na TV Cultura, o peixe simpático e engraçado que contracenava com a peixe Glub (Gisela Arantes) e a carangueja Carol (Andrea Pozzi) em uma atração composta por vários desenhos europeus. Inicialmente o Glub Glub teria apenas alguns programas, mas o sucesso foi tão grande que a série durou até o ano de 1999 chegando a seiscentos programas. Após isso, nesse mesmo ano, já conhecido do público infanto-juvenil, Carlos Mariano entra para o elenco de Chiquititas onde interpretou o vilão Emílio. Sua passagem pela novela foi curta porém bastante marcante. Em 2006, ele e Gisela Arantes voltaram a interpretar o Glub e a Glub num tributo a série clássica. Essa nova versão teve 26 episódios e foi focada em temas ambientais e da fauna marinha. Em 2017 virou estrela da Web-Série "País do Futuro" do canal de youtube Humores Urbanos.

## Trabalhos

### Televisão
| Ano       | Título               | Papel                | Emissora   |
| --------- | -------------------- | -------------------- | ---------- |
| 1991-1999 | Glub-Glub            | Glub                 | TV Cultura |
| 1999      | Chiquititas          | Emílio               | SBT        |
| 2000      | Tagarelas            |                      | Band       |
| 2006      | Minha Nada Mole Vida | Cabreira             | Rede Globo |
| 2007-2008 | Câmera Café          | Henrique Romeu Pinto | SBT        |
| 2012      | Carrossel            | Dedinho (Ladrão)     | SBT        |
| 2013      | Contos do Edgar      | Dentista             | Fox Brasil |
| 2013-2015 | Chiquititas          | Dedinho (Ladrão)     | SBT        |
| 2016-2018 | Carinha de Anjo      | Policial Ribeiro     | SBT        |

### Teatro
| Título                     |
| -------------------------- |
| Trair e Coçar É Só Começar |

### Cinema
| Ano  | Título                      | Papel        |
| ---- | --------------------------- | ------------ |
| 1988 | Um Professor Atrapalhado    |              |
| 1989 | A Inútil Morte de S. Lira   |              |
| 1991 | Contrastes                  |              |
| 1996 | A Alma do Negócio           |              |
| 2002 | Ulrica                      |              |
| 2004 | Como Fazer um Filme de Amor |              |
| 2010 | Chico Xavier                | Pastor Elias |
| 2024 | Evidências do Amor          |              |

### Internet
| Ano  | Título                       |
| ---- | ---------------------------- |
| 2017 | País do Futuro (8 episodios) |

## Prêmios
- Jornada da Bahia 1996
  - Melhor ator - A Alma do Negócio[10]